# J. J. Abrams
Jeffrey Jacob Abrams (Nueva York, 27 de junio de 1966), más conocido como J. J. Abrams, es un director, productor, guionista, actor y compositor de cine y televisión estadounidense. Es propietario de la productora de cine Bad Robot Productions, es famoso por ser el creador de la exitosa serie Lost. Por trabajar en la trilogía reboot de Star Trek dirigiendo la primera película Star Trek y su secuela, Star Trek: en la oscuridad, además de producir la 3.ª parte, Star Trek Beyond. También dirigió los episodios VII y IX de Star Wars.
Abrams ha creado numerosas series de televisión, incluyendo Felicity (cocreador, 1998–2002), Alias (creador, 2001–2006), Lost (cocreador, 2004–2010) y Fringe (cocreador, 2008–2013). Ganó dos premios Emmy por Lost: dirección sobresaliente para una serie dramática y serie dramática destacada.
Su trabajo como director de cine incluye Mission: Impossible III (2006), Star Trek (2009), Super 8 (2011), Star Trek Into Darkness (2013) y Star Wars: The Force Awakens (2015). También dirigió, produjo y coescribió The Force Awakens, el séptimo episodio de la saga Star Wars y la primera película de la trilogía secuela. La película también es su película más taquillera, así como la cuarta película más taquillera de todos los tiempos no ajustada por la inflación. Regresó a Star Wars coescribiendo, produciendo y dirigiendo la novena y última entrega de la saga, The Rise of Skywalker (2019).
Entre los colaboradores frecuentes de Abrams se incluyen el productor Bryan Burk, los actores Greg Grunberg, Simon Pegg y Keri Russell, el compositor Michael Giacchino, los escritores Alex Kurtzman y Roberto Orci, los cineastas Daniel Mindel y Larry Fong y los editores Maryann Brandon y Mary Jo Markey.

## Primeros años
Abrams nació en la ciudad de Nueva York y se crio en Los Ángeles. Su familia, judía, incluye al productor de televisión Gerald W. Abrams, su padre, y a la productora ejecutiva Carol Abrams, su madre. Su hermana es la guionista Tracy Rosen. Asistió a la Palisades High School. Después de la secundaria, Abrams había planeado ir a la escuela de cine en lugar de una universidad, pero con el tiempo se inscribió en el Sarah Lawrence College, siguiendo el consejo de su padre: es más importante que vaya fuera y aprenda acerca de cómo hacer películas.

## Carrera

### Inicio de su carrera
El primer trabajo de Abrams en la industria del cine comenzó a los 16 años cuando compuso la música, para Don Dohler, de la película de 1982 Nightbeast. Durante su último año en la universidad, se asoció con Jill Mazursky para escribir una función de tratamiento de películas. Comprado por Touchstone Pictures, el tratamiento fue la base para Taking Care of Business, la primera película producida por Abrams, protagonizada por Charles Grodin y James Belushi. Siguió con A propósito de Henry, protagonizada por Harrison Ford, y Eternamente joven, protagonizada por Mel Gibson. También coescribió con Mazursky el guion de la comedia Gone Fishin', protagonizada por Joe Pesci y Danny Glover.
En 1994, formó parte de los Propellerheads con Rob Letterman, Loren Soman y Andy Waisler, un grupo del Sarah Lawrence College, experimentando con animación por tecnología de ordenador y fueron contratados por Jeffrey Katzenberg para desarrollar la animación de la película Shrek. Abrams trabajó en el guion de la película de 1998 Armageddon con el productor Jerry Bruckheimer y el director Michael Bay. Ese mismo año, hizo su primera incursión en la televisión con Felicity, que se emitió durante cuatro temporadas en la cadena WB, sirviendo como cocreador de la serie con Matt Reeves y el productor ejecutivo. También compuso su tema musical de apertura.

### Década del 2000

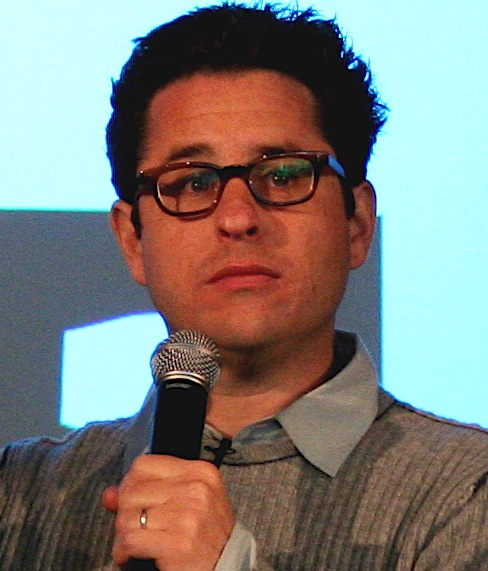
J. J. Abrams en 2006

En virtud de su productora, Bad Robot, que fundó con Bryan Burk en 2001, Abrams fue el creador y productor ejecutivo de la serie Alias de la ABC y es cocreador, junto con Damon Lindelof y Jeffrey Lieber, y productor ejecutivo de Perdidos. Más tarde coescribió la adaptación para televisión de Historia de dos ciudades para el estreno de la tercera temporada de Lost. Al igual que con Felicity, Abrams también compuso la apertura musical para Alias y Lost. En 2001, coescribió y produjo la película de suspense Paseo de la alegría, y escribió un guion, no producido, para una quinta película de Superman en 2002. En 2006 se desempeñó como productor ejecutivo de What About Brian y Seis grados, también en ABC . Abrams dirigió y escribió el piloto de dos partes para Perdida y permaneció activo como productor de la primera mitad de la temporada. Ese mismo año, hizo su debut como director con Misión imposible 3, protagonizada por Tom Cruise. Abrams habló en el TED en 2007.
En 2008, produjo la película del monstruo de Cloverfield. En 2009 dirigió la película de ciencia ficción Star Trek, que produjo junto con el cocreador de Lost, Damon Lindelof. Si bien se especuló que estarían escribiendo y produciendo una adaptación de Stephen King de la serie de novelas La torre oscura, manifestaron públicamente en noviembre de 2009 que ya no estaban buscando retomar ese proyecto. En 2008, Abrams creó, fue productor ejecutivo y coescribió, junto con Roberto Orci y Alex Kurtzman, la serie de ciencia ficción Fringe para la FOX, para la que también compuso el tema musical. Fue presentado en el 2009 en los MTV Movie Awards en la categoría estilo años 80 con el corto digital "Cool Guys Do not Look Explosions", con Andy Samberg y Will Ferrell, en el que toca un solo de teclado. NBC contrató Undercovers de Abrams como su primera serie dramática nueva para la temporada 2010-11. Sin embargo, posteriormente fue cancelada por la red en noviembre de 2010.
En 2008, se informó de que Abrams compró los derechos del artículo de New York Times "El misterio de la Quinta Avenida", acerca de la renovación de un 8,5 millones de dólares co-op, una división de los bienes de propiedad originalmente por EF Hutton & Co. y Marjorie Merriweather Publicar, por seis figuras y estaba desarrollando un misterio titulada película en la Quinta Avenida, con Paramount Pictures y Bad Robot Productions, y escritores de comedia Maya Forbes y Wally Wolodarsky para escribir la adaptación. De acuerdo con el artículo, una pareja rica Steven B. Klinsky y Maureen Sherry compró el apartamento en 2003 y vive allí con sus cuatro hijos. Al comprar el apartamento, se contrató joven diseñador de arquitectura Eric Clough, que ideó un elaboradamente inteligente "búsqueda del tesoro" integrado en el apartamento que involucró a docenas de personajes históricos, un libro de ficción y una banda sonora, tejida en todo el apartamento en el rompecabezas, acertijos, paneles secretos, compartimentos y códigos ocultos, sin el conocimiento de la pareja. La familia no se descubra el misterio incrustado hasta meses después de mudarse al apartamento. Después de Abrams comprado el artículo, Clough le dejó un mensaje cifrado en los azulejos de la pared de un Christian Louboutin tienda de zapatos que diseñó en West Hollywood.

### Década del 2010

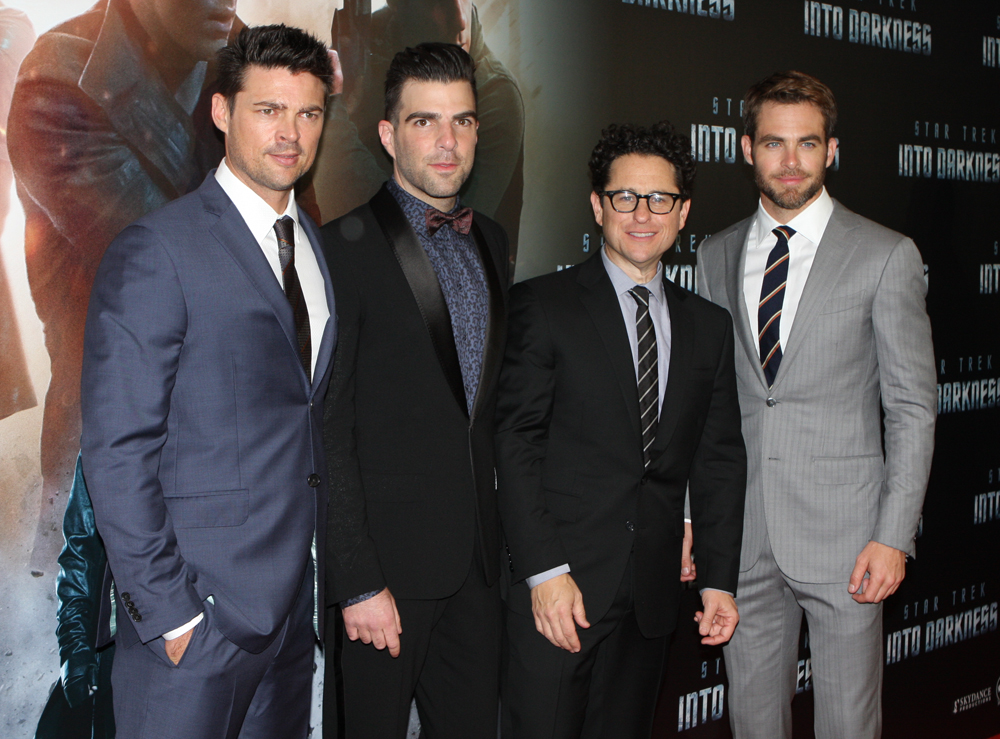
J. J. Abrams y el reparto de Star Trek: en la oscuridad en su estreno

En 2010 escribió y dirigió: Super 8 para Paramount, película de ciencia ficción coproducida por
Steven Spielberg y Bryan Burk que fue estrenada el 10 de junio de 2011. Al año siguiente Abrams también dirige la secuela de Star Trek: Star Trek: en la oscuridad, estrenada en mayo de 2013 y convirtiéndose en otro gran éxito, sería la catapulta definitiva para que el 25 de enero de 2013 los estudios Walt Disney y Lucasfilm anunciaran oficialmente a Abrams como director y productor de Star Wars: Episodio VII - El despertar de la Fuerza, la séptima entrega de la saga de películas de Star Wars. Disney / Lucasfilm también anunciaron que Bryan Burk y Bad Robot Productions produciría la cinta.
Tras la noticia de que iba a dirigir El despertar de la fuerza, se empezó a especular sobre cuál sería el futuro de Abrams con Paramount Pictures, estudio con el que había trabajado en la dirección de toda su obra de ficción previa a la saga galáctica, y con el que tenía un acuerdo de primera opción con su productora Bad Robot. Finalmente, las franquicias de Misión imposible y Star Trek, en las que estuvo implicado tanto en la dirección como en la producción, han seguido realizándose sin su participación.
Abrams anunció en el 2013 que Bad Robot había llegado a un acuerdo con Valve para producir una serie de películas basadas en los famosos juegos Portal o Half-Life. 
El 9 de septiembre de 2013, se anunció que Abrams publicaría una original novela ideada por el mismo y escrita por Doug Dorst. El libro se lanzó a la venta el 29 de octubre de 2013 con el título: S..
El 25 de enero de 2013, The Walt Disney Studios y Lucasfilm anunciaron oficialmente a Abrams como director y productor de Star Wars: The Force Awakens, la séptima entrada en la saga cinematográfica de Star Wars, que es una saga rival de Star Trek para la cual Abrams dirigió anteriormente. Disney / Lucasfilm también anunció que Bryan Burk y Bad Robot Productions producirían la película.  Después de la noticia de que dirigiría The Force Awakens, surgieron especulaciones sobre el futuro de Abrams con Paramount Pictures, con quien había lanzado todo su trabajo de largometraje previamente dirigido, y que tenía un trato de primera vista con sus Bad Robot Productions. El vicepresidente de Paramount, Rob Moore, declaró que Abrams continuará participando en Star Trek y Misión: Franquicias imposibles en el futuro.  Abrams dirigió, produjo y coescribió el guion de The Force Awakens, trabajando junto a Lawrence Kasdan, tras la partida del coguionista Michael Arndt. Star Wars: The Force Awakens se estrenó en los cines el 18 de diciembre de 2015. Recaudó más de $ 2 mil millones en la taquilla, lo que lo convirtió en el segundo director en hacer una película de $ 2 mil millones desde el Avatar de James Cameron. A pesar de su fuerte desempeño en taquilla y críticas positivas de la crítica, algunos consideraron que la película, incluido el creador de Star Wars George Lucas, era demasiado similar a la película original de 1977. Lucas sintió que la película confiaba demasiado en la nostalgia "retro" de sus películas y muy poco en crear méritos propios, en contraste con sus películas contra Abrams, Lucas dijo: "Trabajé muy duro para hacer que [mis películas] fueran completamente diferentes, con diferentes planetas, con diferentes naves espaciales, ya sabes, para hacerlo nuevo ".    
Se desempeñó como productor en la secuela de ciencia ficción de 2016 Star Trek Beyond .
Abrams produjo The Cloverfield Paradox, una secuela de 10 Cloverfield Lane. Fue lanzado en Netflix en febrero de 2018. Abrams también regresó para producir una sexta película de Mission: Impossible, junto a Tom Cruise, Don Granger, David Ellison y Dana Goldberg. La película, titulada Mission: Impossible - Fallout, se estrenó en julio de 2018. También ese año, Abrams produjo Overlord, una película de terror ambientada detrás de las líneas enemigas alemanas en la Segunda Guerra Mundial y dirigida por Julius Avery. 
En 2019, Abrams debutó como escritor para Marvel Comics, coautor del título de la compañía Spider-Man desde septiembre de ese año con su hijo Henry. El primer número del cómic incluye la muerte de Mary-Jane Watson y un turno de doce años, siendo el protagonista de la serie Ben Parker, hijo de Peter Parker y Mary Jane.

### Próximos proyectos

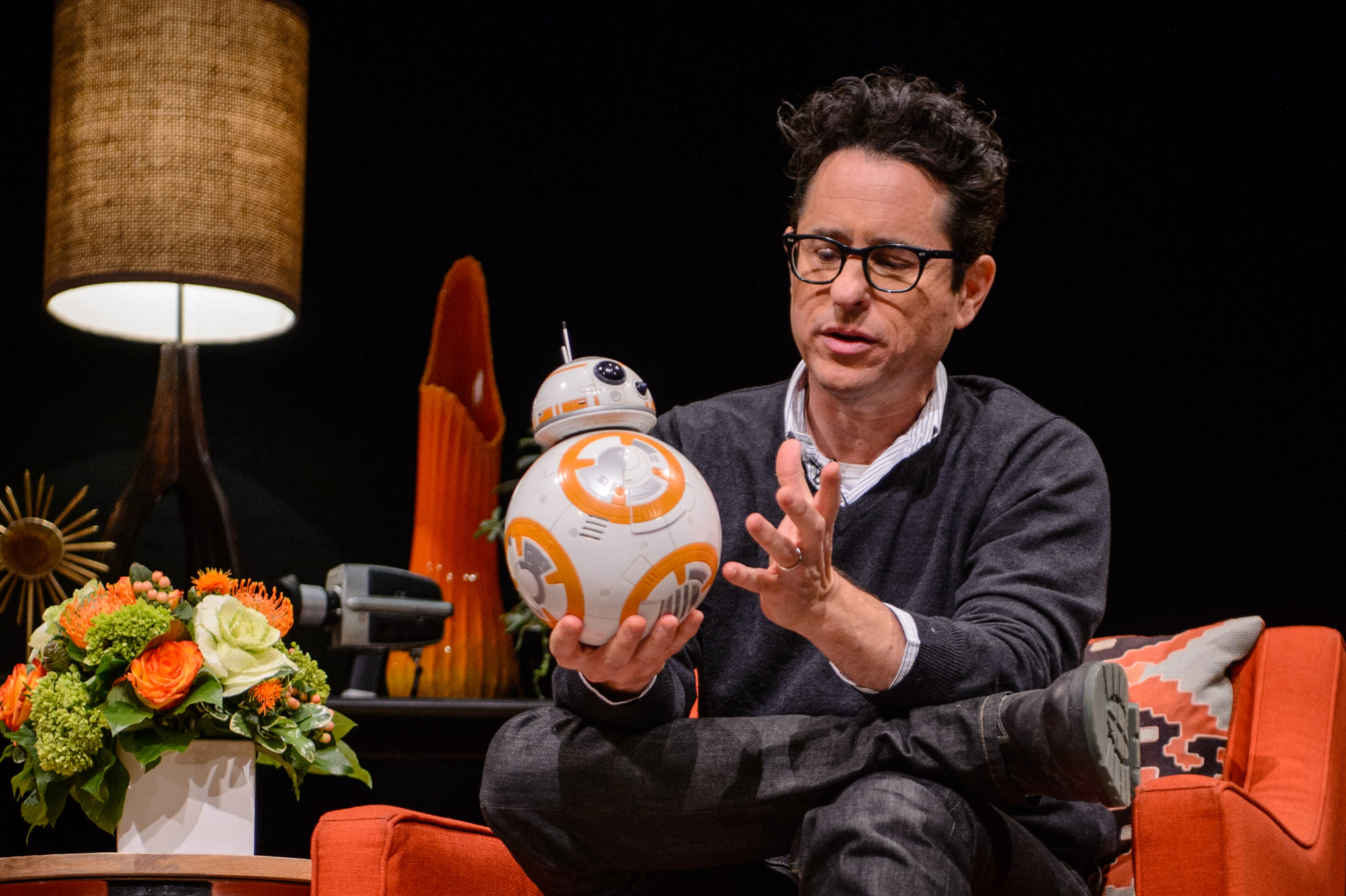
J.J Abrams director de la última película de Star Wars, The rise of Skywalker

En julio de 2016, Abrams informó que se estaba preparando una cuarta entrega del universo alternativo de Star Trek y que confía en que Chris Pine , Zachary Quinto y Chris Hemsworth regresarán para la secuela.  
En septiembre de 2017, la presidenta de Lucasfilm, Kathleen Kennedy, anunció que Abrams regresaría a Star Wars para dirigir y coescribir Star Wars: The Rise of Skywalker con el coguionista Chris Terrio . 
En febrero de 2018, HBO ordenó el drama de ciencia ficción Abraband, Contraband, para la serie. 
En mayo de 2018, Abrams y Avery se reunieron para producir y dirigir, respectivamente, una película de suspenso de superhéroes titulada The Heavy, con un guion escrito por Daniel Casey. Paramount y Bad Robot planean comenzar a filmarse en algún momento de 2018. 
Abrams producirá y Guillermo del Toro escribirá y dirigirá una película de acción / suspenso de ciencia ficción titulada Zanbato, que Abrams ha estado trabajando desde 2011. 
En septiembre de 2019, Abrams y su compañía Bad Robot Productions firmaron un contrato de cinco años por $ 250 millones con WarnerMedia, incluidos HBO y Warner Bros. Pictures . 

## Filmografía

### Cine
| Año  | Película                                            | Director | Productor | Guionista | Actor | Notas                       |
| ---- | --------------------------------------------------- | -------- | --------- | --------- | ----- | --------------------------- |
| 1990 | Millonario al instante                              |          |           | Sí        |       |                             |
| 1991 | A propósito de Henry                                |          |           | Sí        | Sí    | Repartidor; Coproductor     |
| 1992 | Eternamente joven                                   |          | Sí        | Sí        |       | También productor ejecutivo |
| 1993 | Seis grados de separación                           |          |           |           | Sí    | Doug                        |
| 1996 | The Pallbearer                                      |          | Sí        |           |       |                             |
| 1996 | Diabólicas                                          |          |           |           | Sí    | Video Photographer #2       |
| 1997 | Gone Fishin'                                        |          |           | Sí        |       |                             |
| 1998 | Armageddon                                          |          |           | Sí        |       |                             |
| 1998 | The Suburbans                                       |          | Sí        |           |       |                             |
| 2001 | Joy Ride                                            |          | Sí        | Sí        |       |                             |
| 2006 | Misión imposible 3                                  | Sí       |           | Sí        |       | Debut como director         |
| 2008 | Cloverfield                                         |          | Sí        |           |       |                             |
| 2009 | Star Trek                                           | Sí       | Sí        |           |       |                             |
| 2010 | Morning Glory                                       |          | Sí        |           |       |                             |
| 2011 | Super 8                                             | Sí       | Sí        | Sí        |       |                             |
| 2011 | Misión imposible: Protocolo fantasma                |          | Sí        |           |       |                             |
| 2013 | Star Trek: en la oscuridad                          | Sí       | Sí        |           |       |                             |
| 2015 | Misión imposible: Nación secreta                    |          | Sí        |           |       |                             |
| 2015 | Star Wars: Episodio VII - El despertar de la Fuerza | Sí       | Sí        | Sí        | Sí    | Cameo vocal                 |
| 2016 | Star Trek Beyond                                    |          | Sí        |           |       |                             |
| 2016 | 10 Cloverfield Lane                                 |          | Sí        |           |       |                             |
| 2017 | Star Wars: Episodio VIII - Los últimos Jedi         |          | Sí        |           |       | Productor Ejecutivo         |
| 2017 | The Cloverfield Paradox                             |          | Sí        |           |       |                             |
| 2018 | Misión imposible: Fallout                           |          | Sí        |           |       |                             |
| 2018 | Overlord                                            |          | Sí        |           |       |                             |
| 2019 | Star Wars: Episodio IX - El ascenso de Skywalker    | Sí       | Sí        |           |       |                             |

#### Futuros proyectos
| Año | Película  | Director | Productor | Guionista | Actor | Notas                  |
| --- | --------- | -------- | --------- | --------- | ----- | ---------------------- |
| TBA | Half-Life |          | Sí        |           |       | Proyecto en desarrollo |
| TBA | Portal    |          | Sí        |           |       | Proyecto en desarrollo |

### Televisión
| Año       | Serie                      | Créditos                                                                       | Notas                    |
| --------- | -------------------------- | ------------------------------------------------------------------------------ | ------------------------ |
| 1998–2002 | Felicity                   | Cocreador, guionista, director, productor ejecutivo, cocompositor tema musical |                          |
| 2001–2006 | Alias                      | Creador, guionista, director, productor ejecutivo, compositor tema musical     |                          |
| 2004–2010 | Lost                       | Cocreador, guionista, director, productor ejecutivo, compositor tema musical   |                          |
| 2005      | The Catch                  | Creador, productor ejecutivo                                                   | Piloto no emitido        |
| 2006–2007 | What About Brian           | Productor ejecutivo                                                            |                          |
| 2006–2007 | Seis grados                | Productor ejecutivo                                                            |                          |
| 2006      | Jimmy Kimmel Live!         | Director invitado                                                              |                          |
| 2006      | Avatar: la leyenda de Aang | Guionista invitado [cita requerida]                                            | The Drill                |
| 2007      | The Office                 | Director invitado                                                              | Temporada 3, Episodio 18 |
| 2008–2013 | Fringe                     | Cocreador, guionista, productor ejecutivo, compositor tema musical             |                          |
| 2009      | Anatomy of Hope            | Productor ejecutivo, guionista, director                                       | Piloto                   |
| 2010      | Undercovers                | Cocreador, guionista, director, productor ejecutivo, compositor tema musical   |                          |
| 2011–2016 | Person of Interest         | Productor ejecutivo, compositor tema musical                                   |                          |
| 2012      | Alcatraz                   | Productor ejecutivo, compositor tema musical                                   |                          |
| 2012      | Shelter                    | Productor ejecutivo                                                            | Piloto                   |
| 2012      | Padre de familia           | Estrella invitada                                                              | Episodio: Ratings Guy    |
| 2012–2014 | Revolution                 | Productor ejecutivo                                                            |                          |
| 2013–2014 | Almost Human               | Productor ejecutivo, compositor                                                |                          |
| 2014      | Believe                    | Productor ejecutivo                                                            | [ 21 ]                   |
| 2016      | 22/11/63                   | Productor ejecutivo                                                            |                          |
| 2016      | Roadies                    | Productor ejecutivo                                                            |                          |
| 2016      | Westworld                  | Productor ejecutivo                                                            |                          |
| 2018      | Castle Rock                | Productor ejecutivo, junto con Stephen King                                    |                          |
| 2020      | Lovecraft Country          | Productor ejecutivo                                                            |                          |
| 2021      | Lisey's Story              | Productor ejecutivo                                                            |                          |
| 2024      | Presumed Innocent          | Productor ejecutivo                                                            |                          |
| 2024      | Duster                     | Cocreador, guionista, productor ejecutivo                                      | posproducción            |
| 2024      | Batman: Caped Crusader     | Cocreador, productor ejecutivo                                                 |                          |

## Crítica
| Película                                            |                 |
| Película                                            | Rotten Tomatoes |
| --------------------------------------------------- | --------------- |
| Misión imposible 3                                  | 70%             |
| Star Trek                                           | 95%             |
| Super 8                                             | 82%             |
| Star Trek: en la oscuridad                          | 87%             |
| Star Wars: Episodio VII - El despertar de la Fuerza | 93%             |

## Premios y nominaciones

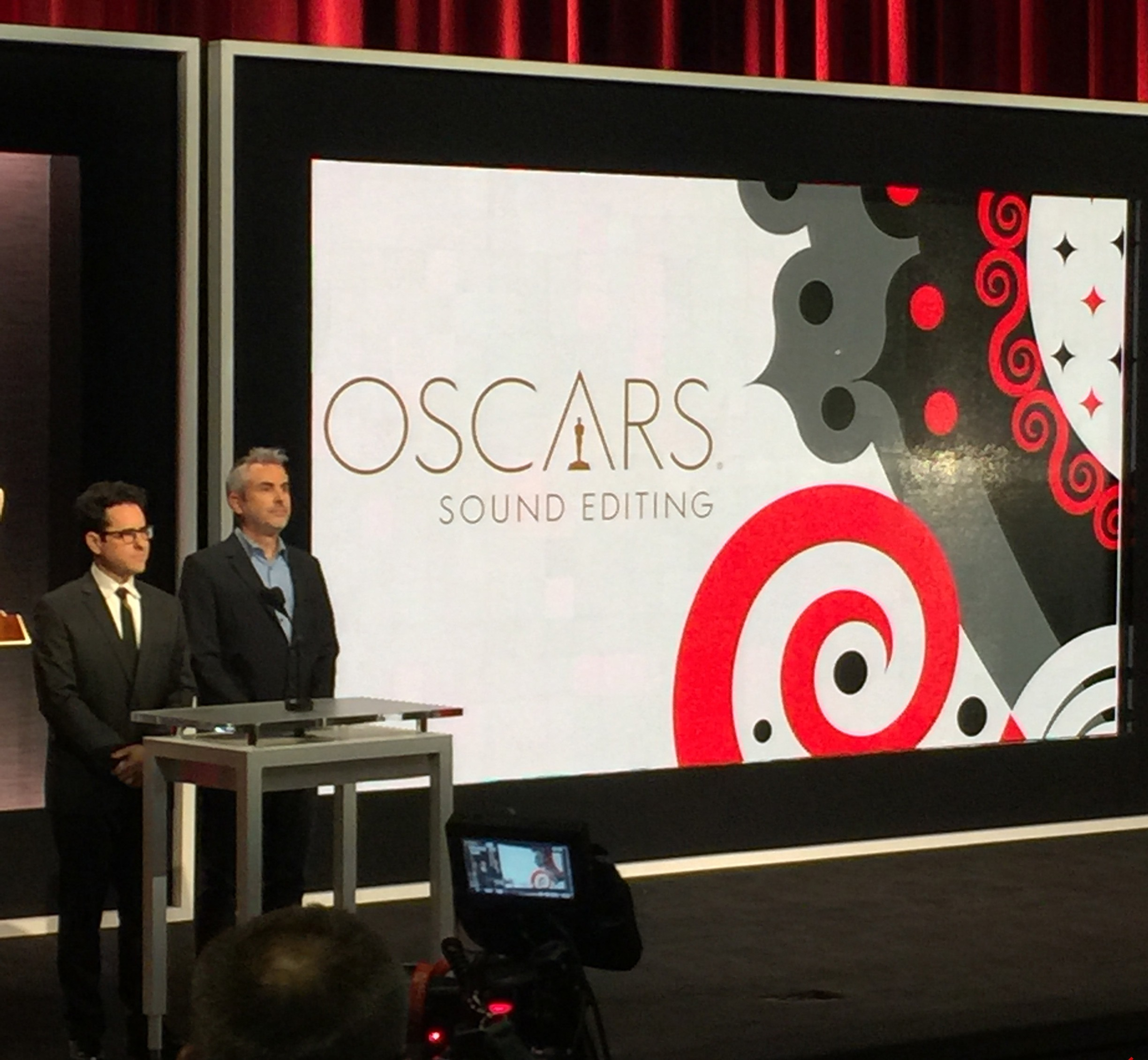
J. J. Abrams y Alfonso Cuarón en la entrega 87 de los Premios Óscar

### Premios BAFTA
| Año  | Categoría                 | Trabajo | Resultado |
| ---- | ------------------------- | ------- | --------- |
| 2007 | Mejor serie internacional | Lost    | Nominado  |

### Premios Emmy
| Año  | Categoría                          | Trabajo | Resultado |
| ---- | ---------------------------------- | ------- | --------- |
| 2005 | Mejor dirección de serie dramática | Lost    | Ganador   |
| 2005 | Mejor serie dramática              | Lost    | Ganador   |
| 2005 | Mejor guion de serie dramática     | Lost    | Nominado  |
| 2002 | Mejor guion de serie dramática     | Alias   | Nominado  |

### Premios Golden Raspberry
| Año  | Categoría  | Trabajo    | Resultado |
| ---- | ---------- | ---------- | --------- |
| 1999 | Peor guion | Armageddon | Nominado  |

### Premios WGA
| Año  | Categoría       | Trabajo | Resultado |
| ---- | --------------- | ------- | --------- |
| 2007 | Serie dramática | Lost    | Nominado  |
| 2006 | Serie dramática | Lost    | Ganador   |